# 紺野ぶるま
紺野 ぶるま（こんの ぶるま、1986年9月30日 - ）は、日本のお笑いタレント、女優、エッセイスト。静岡県・東京都三鷹市出身。松竹芸能所属。2024年女芸人No.1決定戦 THE W準優勝。本名非公開（名は友里恵と番組内で公表）。

## 略歴
公称サイズは、身長172cm、B84cm・W64cm・H87cm → B85cm・W67cm・H83cm。
男兄弟の中で育つ。子供の頃、一円硬貨を飲み込んで救急車で搬送されたことがある。
出生以来、東京都三鷹市で育つ。高校は東京都内の私立女子高校に入学するも中退し、後に通信制高校に入学して卒業、高卒資格を取得。
三鷹市内の実家が、外環自動車道の区画整理内にあり、4LDKの実家が半分削られ、建て直した結果2Kになり、近所の人からカステラと言われる様な家になった。
テレビなどでも三鷹市の話題に触れる事が多く、高校生の頃に道に蛇が居て、近所に住む志村けん（志村けんは東村山市が出身であるが、長年三鷹市に居住しており、晩年まで三鷹市で生活していた）が、犬の散歩がてら気にせずに通過していったエピソードを語っている。
当初はモデル・タレントを志し、多くの事務所のオーディションを受けて合格した結果、最初に所属した事務所から初期費用として50万円を請求されるなどして、半年ほどして明らかに怪しい所と気付くと、東京・原宿でスカウトされたのを機に移籍。しかし、そこからも初期費用を請求され怪しいと気付き退所。
トラブル続きでモデルになるのは諦め、更に体調を崩していた中でテレビでくまだまさしのネタを見て憧れ、そのような時に松竹芸能のチラシを見たことがきっかけで21歳の時に松竹芸能東京養成所に入所。この時はまだ勇気が無く芸人コースを選ぶことができず、タレントコースで入り、実際にモデルとして活動していたこともあった。しかし養成所のレッスンなどでよく笑いを取るようなことをしていたため、後に芸人を目指すようになる。
小学校からの幼馴染の女性を誘い、ブルマーを衣装とした女性コンビの『ブルマニアン』でライブ出演していたこともあったが、その当時の相方が就職先が決まったことでわずか半月で解散。その後、ピンでの活動となる。
2016年1月29日、自身初となる単独ライブ『ぶるま、夜の新宿でかけまくり』（東京・新宿角座）を行う。
2016年のM-1グランプリには、一緒にユニットライブをやっているたかまつなな、中村涼子とトリオ「たかぶるりょうこ」で出場し、2回戦まで進出。2021年のM-1グランプリではルシファー吉岡とのユニット「ぶるファー吉岡」で出場し、準々決勝まで進出。
2017年のR-1ぐらんぷりにて、初の準決勝進出。その後復活ステージを勝ち抜いて、決勝進出（結果はBブロック敗退）。2018年のR-1ぐらんぷりでも決勝進出を果たした。
2017年、第38回ABCお笑いグランプリで決勝進出。
女芸人No.1決定戦 THE Wでは2017年、2018年、2019年と続けて決勝進出。東京の芸人の中では決勝進出数が最多である。
平成最後の大安の日である2019年4月25日に婚姻届を提出し、会社員の一般人男性と結婚。結婚相手との出会いは居酒屋で、友人の女性と飲んでいた時にその男性からナンパを受け、更に「一目惚れした」としていきなりプロポーズされた。この時紺野は歯科助手を装っており、男性は紺野が芸人であることを知らなかった。紺野は結婚詐欺を疑って、誠意を確認するために保険証の提示を要求したところ、すぐに見せてくれたことで信用し、連絡先を交換した。結局紺野が芸人であることは後に発覚したが、その後も夫は応援してくれているという。最初は自分を「まだ芸人として中途半端」として結婚すべきかどうか迷っていたが、新宿角座で行われた笑福亭鶴瓶の落語会を見に行った後の打ち上げの席で鶴瓶に相談したところ、迷うなと後押ししてくれたことで踏み切れたという。
2022年2月22日、第1子妊娠を報告。
2022年4月13日、第1子出産を報告。
2023年2月19日に決勝戦が行われた、芸歴11年以上のピン芸人賞レース「Be-1グランプリ」（うすくら屋・シュースケ主催）にて、下ネタを封印し「かわいすぎる駅員」ネタを披露して優勝。
2023年8月4日、stand.fmでネットラジオを開始。
2023年秋、通信制大学に入学した。大学院まで進み、中学生時点で諦めていた心理学を勉強する予定。
2024年12月10日、女芸人No.1決定戦 THE Wで2019年大会以来5年ぶりに決勝進出。おかずクラブ、キンタロー。に連続で勝利し、芸歴16年目4度目の挑戦で初のファイナルステージ進出を決めた。しかし、ファイナルステージは川島明、哲夫から得た2票にとどまり、4票獲得したにぼしいわしに敗れたものの、4度目の挑戦で過去最高となる準優勝という成績を残した。

### 高校中退
高校時代の紺野は遅刻などで警告を何回か受けており、あと1回何かあったら退学という時に再び遅刻をし、この時門の前に立っていてきつく注意した校長にも、黒魔術という意味で校長の周りにその時食べていたおでんの汁をかけて丸で囲み悪態をついたこともあって、翌日親が呼び出された上で退学が告げられた。退学後、本人曰くやることも行く所も無くなり、規則も無い“ノールール”の生活となって「何をしても誰にも怒られることが無いので、生きているのか死んでいるのか分からない」という時間があり「自分は学生でも社会人でもない孤立した存在だと、どんどん卑下していった」という。そのような中で、当時『モーニング娘。』のメンバーだった辻希美と加護亜依をテレビで見て、すごくつらかったと話している。そして、将来への不安を思って中卒で成功した人を調べるなどしており、辞めた後に「中退って全然格好良くない」と思ったという。
紺野は高校を中退したことを非常に後悔しており、今でも高校で楽しく勉強している夢を見るとのこと。その一方で中退していなかったら芸人になっていなかったかもとも述べており、「中退したことで、ある種、高校という大きな組織から孤立し、一般的でないことが怖くなくなって、これが無かったらお笑いなんて怖いままで飛び込めなかった」とコメントしている。また、校則について「ルールがあるからこそ張り合いのある生活が送れる」「理不尽も言える校則は、大人になると襲ってくるもっと理不尽なことに耐えるための免疫」と、ルール全般についても「私たちを縛るものではなく、物事の良し悪しを判断するための基準」と持論を述べている。

## 人物
高校生時代はギャル雑誌『egg』が好きだったこともあって、ギャルだったことがあったが、一方で中二病みたいな感じでもあったと話している。
文武両道な一面があり、日本史関係に趣味を持つ。書道1段、英検3級を持つ。中学生時代3年間やっていたバドミントンでは、東京都大会でベスト8の記録がある。その他、陸上競技も特技。小学生の時にやっていた習い事はピアノ、英語、バレエ、水泳、書道で、ピアノは6〜7年やっており、書道も初段の段位を持つ。
「女芸人の中で一番美人」であることを自称している。また、M-1グランプリの歴代優勝者を歴代内閣総理大臣以上に尊敬しているという。
時々、仕事で競輪や競艇の予想の仕事をすることがある。
水着のグラビアの時は、自ら「亀甲縛りスイムウェア」と言う変わったデザインの水着をよく着用している。下半身（股間）にカニこさえてますとも形容している。
すっぴんの顔は、メイクをしている時とは別人のような顔だという評判がある。本人は（2019年時点で）「最近はマンボウやしろさんにソックリと言われている」としていたり、「（元プロ野球選手の）糸井（嘉男）選手似」とも話している。
これまでにアルバイトは20種類ほどやって来たが、テレアポが2週間ほどで終わったのを始め、ほとんどが短い期間で終わっている。自ら「仕事下手で、人より仕事の覚えが遅かった」と話し、その中でベーグル屋の仕事が5年間と一番長く続いたことで「接客ではなく物と接する方が向いていた」とも話している。
2018年の『R-1ぐらんぷり』決勝では、同ブロックの出場者に視覚障害持ちの濱田祐太郎がおり、審査発表の際に紺野が濱田にモニターに映し出された動きを口頭で説明していた姿が、「いい人」とインターネット上で大きな話題となった。

## 芸風

### ブルマーを衣装としていた頃
デビュー当初は芸名の通り、ブルマーを衣装としていた。ブルマーを衣装にしようと思い立ったきっかけは、テレビで「ブルマパーティ」（くまだまさし、鈴木Q太郎（ハイキングウォーキング）がブルマーを履いてやっていたユニット）をテレビで視て笑い死にそうになったということで、「私もブルマを履いてこの中に入りたい」と思ったことからだったという。「手放しで喜べるようなアメリカ的な笑いをやりたかった」とも話している。この当時は、頭には大きなリボンを付け、上半身はチアリーダーのシャツやフラメンコ風の衣装などいくつかパターンがあった。この時の主なネタに、ブルマーを重ね着し、両手にシャウティングチキン（ニワトリのおもちゃ）を持って、シャウティングチキンを振り回しながらダンスをしたりしながら行うものがあった。この他、マジシャンに扮し、2枚重ねしていたブルマーを1枚脱いで「ブルマジック」と称したネタ、ブルマーに食パンを挟んで「はみパン」としたネタなども披露していた。この頃は不細工に見せようと思って、おかっぱなどの変わったかつらを被って出演していたことがあった。他には、レディー・ガガのようなかつらとキャラクターでネタを演じることもあった。ポーズをとって「オッケー!」と言うこともあった。最後は「サンキューブルマッチ!」という台詞で主に締めていた。この時は、ブルマーを穿くことで女を捨てての「愚の骨頂」を表現したつもりで、本人曰く「ネタの内容は全くエロくなかった」が、周りからは「女を武器にしている」と思われていたという（「女を武器にした女性芸人が苦手だった」「性別に関係なく割り切って見て欲しかった」などとも話している）。本人は「（高校は）女子高なので、周りに異性がいなかったから、ブルマ姿でいると面白いみたいな空気になる（という意識が染みついていた）」ということで「要は世間知らずだった」と話している。
ブルマーネタを評価したり褒めてくれる人もいたが、賞レースなどでは結果を出せず、「股間が気になってネタを見ていない」と言われたり、養成所の講師から酷評されたり、オーディションに行った時にディレクターからセクハラ的な口説きをされたなどもあって、結局世間とのズレを感じて、2011年～2012年以降は、ブルマーを衣装としたネタを実質上辞め、主に漫談、女子生徒、女教師などのキャラクターに扮した一人コント、「こんな女は嫌だ」などがテーマのいわゆる“あるあるネタ”でなどを披露している。なお、ブルマーネタを辞めた理由は先述の世間とのズレを感じたこと以外に、ブルマーを履いてネタをしても男性芸人には絶対に勝てないと気付いて「みんな自分の好きなお笑いでやっていけるわけじゃない」と思い直し、ブルマーネタはやりたかったけど諦めたとしたことや、「ブルマーもののアダルトビデオを観て急に恥ずかしくなった」こともあったからだという。

### ち○こ謎かけ
ねづっちのライブ「なぞかけライブ企画」に参加したのをきっかけになぞかけも始める。このライブに初めて出た時、ハンガーというお題が出た時にとっさに「ち○こと解きます」(現在は コンプライアンスの観点から ち○こ とは発言せずに カウンターベルを鳴らし音の後に「こ」と発言している)と返し、この時に客から「ち○こ」のアンコールが来たほど好評だったとのことで、以後何でも「ち○こ」で解くという「下ネタなぞかけ」を披露している。ネタが出来た時には、ねづっちの「整いました」のように「芽吹きました」と言っている。この台詞については、最初「濡れました」「滲みました」「果てました」などを考えていたが、直接的過ぎるなどと言うことで、官能小説で見つけた「芽吹く」という言葉を選んだという。なぞかけの後には、ねづっちの「ねづっちです」の台詞の時のポーズのように、胸の辺りをいじるポーズをとっている。これは元々、紺野自身がブラジャーを直す癖があり、このポーズをライブの時にやったらウケたので以後続けているという。なお、ねづっちとはその後も「なぞかけーず」というユニットで一緒に活動もしている。松竹芸能は下ネタに厳しい様な伝統的なものがあることから、最初このなぞかけは隠れてやっていたが、『お願い!ランキング』（テレビ朝日）で紹介され、またこの番組に木本武宏（TKO）も出演していたことから、松竹芸能の上層部も特に苦言を呈しなくなったことで、堂々とやれるようになったという。ただ元々このネタを始める前は、下ネタみたいなものは断固反対の立場だったという。
このなぞかけをするようになってからは、「今一番下品な女芸人」を自称している。なお、このネタについては、伊集院光ら多くの有名人も評価しているところがある。単独ライブのフライヤーは毎回アダルトビデオのジャケットをイメージさせるデザインにしている。
テレビのゴールデンタイムのある番組で、この「ち○こなぞかけ」を披露したが、全部カットされて放送されなかったということがあった。紺野曰く「日本の宝」と言われる大物ゲストがこのネタに大爆笑していたということで、この姿は放送出来ないと判断されたのではないか、と話している。
前述のブルマーネタを封印した時、下ネタも封印していたと思われていたが、元々兄が友達同士で話す下ネタが面白くて自然と影響を受けていたと思うと話し、また女子高でも日常的に周りと下ネタを言い合っていたということもあって「本当は下ネタが普通に好きだったのかも知れない」と話している。

### その他
上記のような下ネタなぞかけを行う一方で、自らをコミュニケーション能力の高い女などのキャラとしたストーリー仕立てのコントを演じている。この両種類のネタを使い分けており、ライブや賞レースでは後者の方を演じている。2017年のR-1ぐらんぷりでは、口が悪く皮肉や偏見に満ち溢れた外国人風占い師のコントを演じた。
物真似を演じていたこともあり、江角マキコ、木村多江、秋元才加、釈由美子などの物真似レパートリーを持つ。

## 出演

### テレビ
- 『ぷっ』すま（テレビ朝日）[63]- 2010年2月9日「ザ・ギリギリマスター! ギリギリ女芸人」、2015年3月27日「芸人カードバトル お好み瞬間芸!」[64]、2015年12月11日「独り身 女芸人 彼メシ自慢GP」（ゴーヤチャンプルーと鶏の唐揚げを披露）[65]
- 爆笑!ものまねウォーズ（TBSテレビ）[63]
- 神々の勲章（フジテレビ）- 2011年11月18日
- パブステ（日本テレビ）- 2011年12月17日
- かよえ!チュー学（東海テレビ）[63]- 声の出演、レギュラー
- 徳井と後藤と麗しのSHELLYが今夜くらべてみました（日本テレビ）[63]- 2012年10月16日
- 日10☆演芸パレード（TBSテレビ）[63]- 2013年3月3日
- シューイチ（日本テレビ）[63]- 2013年4月28日
- 芸人報道（日本テレビ）[63]- 2013年5月13日、5月20日、2014年10月13日（1時間スペシャル）[64]
- 爆笑そっくりものまね紅白歌合戦スペシャル（フジテレビ）
  - ドリームチーム対抗!最強!!ものまね紅白!史上初の頂上決戦スペシャル（2013年10月29日）
- 学生才能発掘バラエティ 学生HEROES!（テレビ朝日）[63]- 2013年10月31日[64]
- うつけもん（フジテレビ）- 2014年9月17日、『ニセAKB』のメンバーとして出演。
- オサレもん（フジテレビ）- 2014年11月4日深夜、11月11日深夜、2015年3月31日深夜『ニセAKB』として出演。
- ○っと!（青森朝日放送）- 『チームG（ニセAKB）』として出演。
- お願い!ランキング（テレビ朝日）[63]- 2015年2月24日深夜、「イチモクさん」として出演[53]、2015年3月25日[64]、2016年3月29日[66]、2018年4月11日、2018年4月17日[67]
- 有吉ジャポン（TBS）[63]- 2015年3月20日深夜[64]、2015年6月12日深夜[68]、2015年8月28日深夜（この日は父親の前でなぞかけを披露[16]）、2015年11月7日[65]、2016年2月6日[65]、2018年1月20日[69]
- コサキン・天海の超発掘!ものまねバラエティー マネもの（フジテレビ）- 2015年3月26日（第3回）初出演、2015年10月10日[68]
- チャンネル生回転TV Midnightザップ!（BSスカパー!）[63]- 2015年3月30日から月曜日レギュラー
- ウチのガヤがすみません!（日本テレビ）[63]- 2015年6月7日（サンバリュ）[68]、2015年12月13日、2017年4月25日、2017年5月23日、2017年5月30日、2017年7月11日[70]、2018年1月9日[69]、2018年2月6日[67]
- こそこそチャップリン → にちようチャップリン（テレビ東京）- 2015年10月4日、2015年10月11日、2015年10月18日[68]、2015年10月25日、2015年11月1日[65]2018年2月6日[67]
- 伊集院光のてれび（TwellV）[63]- レギュラー[71]
- とんねるずのみなさんのおかげでした（フジテレビ）[63]- 「お笑いイミグレーションNEXT!」コーナー（2015年10月22日初出演）
- 女芸人争奪! ガールズスカウト2016（日本テレビ）[63]- 2016年1月3日[65]
  - 女芸人! 春の決起集会2016（日本テレビ）- 2016年5月2日[72]
- ニノさん（日本テレビ）- 2016年1月17日[63][65]
- ダウンタウンのガキの使いやあらへんで!!（日本テレビ）[63]- 2016年1月31日『山-1グランプリ』[65]
- 今夜もドル箱V（テレビ東京）- 2016年2月10日[66]
- 一夜づけ（テレビ東京）[63]- 2016年4月から、4期生生徒としてレギュラー出演[67]
- 橋本マナミのお背中流しましょうか?（2016年4月7日〜、TOKYO MX2）[63]- 2016年6月9日
- ゴッドタン（テレビ東京）[63]- 2016年6月26日[73]、2016年8月7日[74]、2016年8月28日、2016年12月25日[75]、2017年4月30日[76]
- チェンジ3（テレビ朝日）- 2016年9月13日
- 有吉反省会（日本テレビ）[63]- 2016年10月1日[77]、2016年11月12日[78]
- ほぼほぼ 〜真夜中のツギクルモノ探し〜（テレビ東京）[63]- 2016年11月6日、2016年11月13日[78]
- ○○式って効くの?（テレビ東京）- 2017年1月5日深夜
- 新春さんま総選挙2017 → 明石家地下王国（TBS）- 2017年1月3日[75]、2017年7月12日[79]
- 本能Z(CBCテレビ）- 2017年1月8日[80]
- R-1ぐらんぷり（関西テレビ・フジテレビ系）- 2017 決勝戦（2017年2月28日）、復活ステージを勝ち抜いて決勝戦出場
- 松竹芸能創立60周年記念特番「新宿ますだおかだ寄席」(BSフジ) - 2017年3月25日深夜、ネタとナレーション
- 日曜もアメトーーク！ 2時間SP(テレビ朝日)2017年3月26日 - 「パクりたい-1グランプリ」コーナーに出演[81]
- 有田ジェネレーション（TBS）- 2017年3月23日[82]、2017年4月20日[70]
- バクモン学園（テレビ朝日）- 2017年5月9日初出演[70]
- ZIP!（日本テレビ）- 「ワラガチャ!」コーナー 2017年6月29日初出演（「ワラガチャ!」）[70]、2017年8月9日、2017年9月12日、2017年12月5日[79]
- 北野誠のおまえら行くな。原点怪帰SP（エンタメ〜テレ） - 2017年7月9日、9月2日
- 第38回ABCお笑いグランプリ（ABCテレビ）- 2017年8月19日
- ものまねグランプリ（日本テレビ）- 2017年9月26日初出演（「泰造が見せたいぞう」コーナーにて）、2017年12月5日[79]
- きらきらアフロTM（2018年8月15日、22日、2020年8月20日、テレビ東京）- 「知ってますよね？松嶋さん」、スタジオゲスト
- オールスター後夜祭（2018年10月7日[83]、2019年4月7日[84]、TBS）
- 犬も食わない（2018年10月19日、11月23日、12月21日、日本テレビ）
- しくじり先生 俺みたいになるな!!（2019年6月4日、6月11日、テレビ朝日）
- TiARY TV kirari（2019年10月7日 - 2020年12月27日、tvk）
- 笑福亭鶴光のオールナイトニッポン.TV@J:COM（2020年11月14日 - 、Jテレ） - レギュラー
- ジンギス談!（2021年10月29日、11月5日、HBC）- ゲスト（ヒコロヒーと）
- ぽかぽか（2023年1月30日 - 2月13日、2月27日 - 3月13日、4月3日、4月10日、4月24日 - 5月15日、6月5日、6月19日、7月10日、7月24日、9月4日　月曜「主婦のお悩み解決！ベストアドバイザー」、フジテレビ）

### ドラマ
- ザ・リアリティ・ショー～突然コマーシャルドラマ2～（2019年4月20日、フジテレビ）- 沢尻桃花 役[85]
- 大人の短編ドラマ「深夜2時のシ〆シ〆」（2020年11月23日、ABCテレビ）第1話「一杯だけ女と一回だけ男」＠居酒屋 - 匂わせ女 役
- 課長バカ一代（2020年1月12日 - 、BS12 トゥエルビ） - 立花八重子 役
- 失恋めし 第6話（2022年1月14日・Amazonプライム、2022年7月・読売テレビ） - ヒトミ 役[86]
- まったり！赤胴鈴之助（2022年1月9日 - 3月27日、テレビ大阪） - のり子 役[87]
- 今夜すき焼きだよ（2023年1月6日 - 3月25日）- 山木楓 役

### 配信ドラマ
- 雨が降ると君は優しい 第7話（2017年9月16日、Hulu） - リンゴ 役

### 映画
- フード・ラック！食運（2020年11月20日、松竹）- 芸人ぶるま 役

### ラジオ
- 吉田照美 飛べ!サルバドール（文化放送）- 2015年3月9日
- 高柳明音の生まれてこの方（ラジオ日本）- 2015年9月13日
- TAKUMIZM（bayfm）- 2015年9月19日
- バナナマンのバナナムーンGOLD（TBSラジオ）[63]- 2016年4月22日深夜
- 大竹まこと ゴールデンラジオ!（文化放送）- 2017年1月4日「松-1ぐらんぷり」企画に出演、優勝[88]、2017年3月23日「大竹メインディッシュ」コーナーゲスト
- マイナビ Laughter Night（TBSラジオ、2017年4月7日[89]・6月16日[90]・12月15日[91]、2018年2月16日[92]・7月27日[93]）
- 北野誠のズバリ　（CBCラジオ）　2017年5月～　毎月第一・第三木曜日

作家で哲学ナビゲーターの原田まりると、松竹芸人の紺野ぶるまが木曜日に週替わりで登場するコーナー「ぶるまとまりるはおやつの前に」（レギュラー）

### ネットラジオ
- お口がもんまりラジオ[94]（stand.fm、2023年8月4日 - ）

### インターネットテレビ
- ☆まかりな☆の新春!女芸人大集合!（あっ!とおどろく放送局）- 2011年1月4日
- スピードワゴンの月曜The NIGHT（2016年 – 、AbemaTV）定期的に出演。2018年7月23日の女性準レギュラー決定戦にも出演。
- チャンスの時間（2020年7月1日、ABEMA）[95]
- カチコチTV（FANZA TV）

### CM
- SQUAREHOOD アルバム『Mr.SQUAREHOOD』「ガチ合コンできる券 追憶篇・必死篇・同情篇」

### ライブ
単独ライブ
- 紺野ぶるま単独ライブ「ぶるま、夜の新宿でかけまくり」（東京・松竹芸能新宿角座）- 2016年1月29日[96]
- 第二回紺野ぶるま単独ライブ「お願い…たまたまぶらぶらしていたことにして」（東京・松竹芸能新宿角座）- 2017年1月14日 - 1月15日[97]
- 第3回紺野ぶるま単独ライブ「私立紺野ぶるま学園」（東京・松竹芸能新宿角座）- 2017年12月9日[98]。
- 10周年記念単独ライブ「新妻、お貸しします。～90分ぽっきし 3000円～」（東京・松竹芸能 新宿角座） - 2019年12月1日[99][100]
※これら単独ライブのチラシはいずれも、グラビアDVDのジャケットのような構成になっている[57]。

ユニットライブ
- たかぶるりょうこ（たかまつなな、中村涼子との3人ユニットライブ　第1回は2016年2月11日、最終回は2019年7月14日[101]。たかまつ主催[102]）
- 義理姉妹（河邑ミクとのツーマンライブ。2018年12月1日、東京・新宿角座）[103][104]
- ネタヤールーズエンジェル（ヒコロヒー、河邑ミクとのスリーマンライブ。2019年12月4日、東京・新宿バティオス）[105]

その他
- 「関東ゲラゲラ」シリーズ（松竹芸能新宿角座）
- 松竹Aライブ（松竹芸能新宿角座）
- 松竹ネタライブ～ボーダーライン（松竹芸能新宿角座）
- 元気バツグン!ライブ（Studio twl）
- ガールズガーデン（Studio twl）
- ピラミッダー（Studio twl）- レギュラー出演
他

### 舞台
- マーダーミステリーシアター「殺意の代償」（2025年3月12日、品川プリンスホテル クラブeX）[106]

## 連載
- 紺野ぶるまのチンコなぞかけ 勃った今芽吹きました!→紺野ぶるまの毎日チンコなぞかけ（東京スポーツ　2016年4月6日 - 、「男セン」紙面内で）
- GINGER（幻冬舎）内連載・女観察エッセイ｢奥歯に女が詰まってる」（2018年9月から、GINGERのWeb内で連載。2020年5月号から誌上連載開始。）

## 著書
- 『下ネタ論』（竹書房　2020年7月30日刊、ISBN 9784801923133）
- 『「中退女子」の生きかた』（廣済堂出版 2021年、ISBN 9784331523315[107]）
- 『特等席とトマトと満月と』（幻冬舎 2022年4月27日刊、ISBN 9784344039148[108]）

## DVD
- 新妻、お貸しします。〜ぽっきし税抜3000円〜（コンテンツリーグ　2020年3月25日発売[109]）
  - 2019年12月1日開催の10周年記念単独ライブ「新妻、お貸しします。〜90分ぽっきし 3000円〜」のDVD化。